# إدارة الوقود البحري

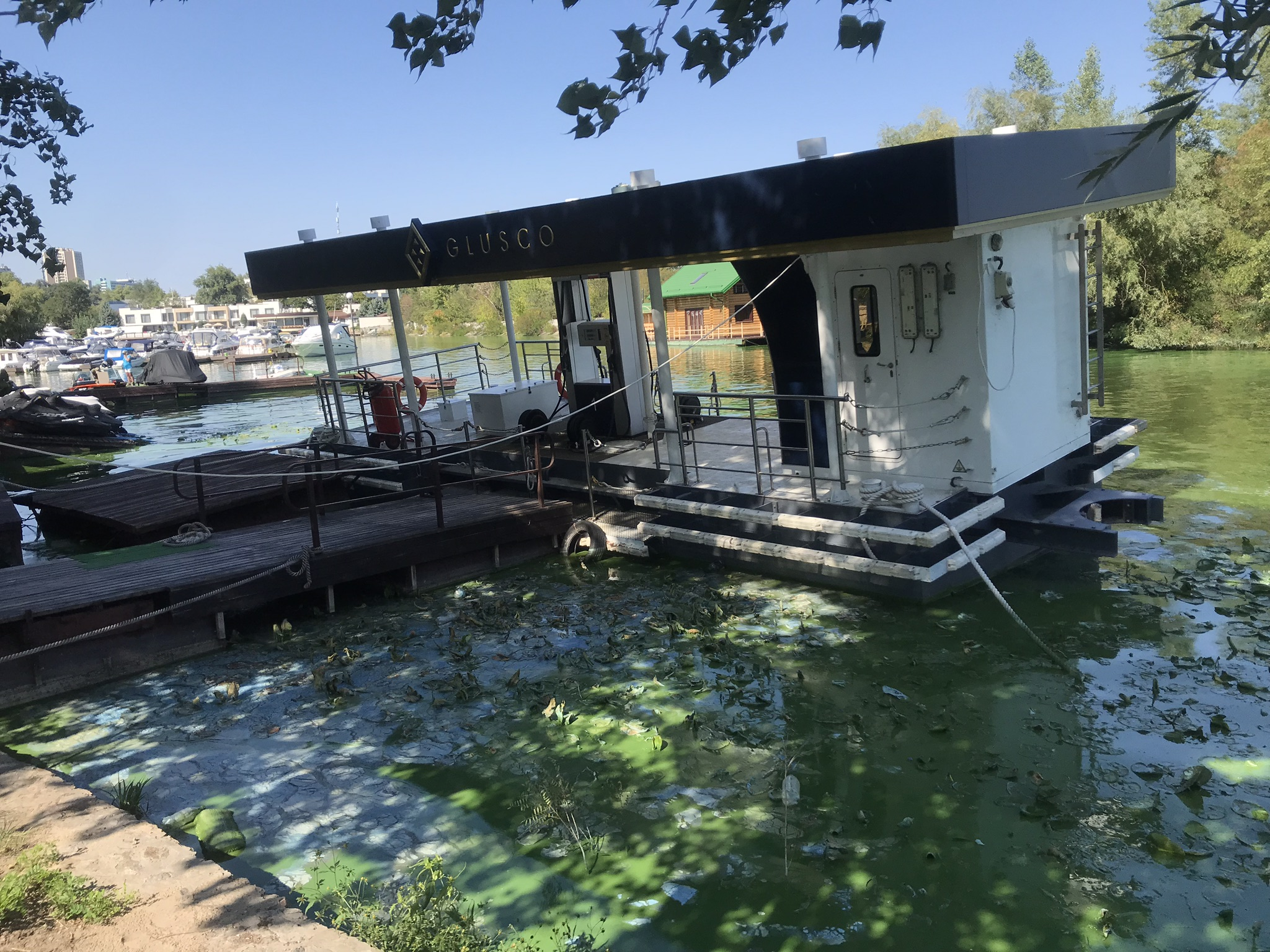
المحطة البحرية في فندق بارتولوميو ، دنيبرو

إدارة الوقود البحري (MFM) هو نهج متعدد المستويات لقياس استخدام الوقود على متن قارب أو سفينة ومراقبته والإبلاغ عنه، بهدف الحد من استخدام الوقود وزيادة الكفاءة التشغيلية وتحسين الإشراف ضمن إدارة الأسطول. ازدادت أهمية (MFM) بسبب ارتفاع تكاليف الوقود البحري  وزيادة الضغوط الحكومية للحد من التلوث الناجم عن الأساطيل في العالم.
متطلبات الإدارة البحرية للوقود هي معرفة:
- مقدار الوقود المحتمل استخدامه.
- مقدار الوقود المستخدم.
- كيف تم استخدام الوقود.
- ما الأشياء التي تؤثر على استخدام الوقود.
- وكم التكلفة.

والطرق اليدوية لقياس استخدام الوقود مثل قياس خزانات الوقود عبر ماسورة القياس لا توضح عادة مقدار الوقود المستخدم في:
- السفر مقابل التوقف الطبيعي أثناء وجود الباخرة في الميناء أو في المحطة.
- أو المستخدم بواسطة محرك معين ( الميسرة  مقابل الميمنة، على سبيل المثال).
- أو في أداء وظيفة مقابل أخرى.
- أو بواسطة الطاقم (A) مقابل الطاقم (B) في رحلات مماثلة.

بدون فهم واضح لكيفية استخدام الوقود، لا يوجد قاعدة ثابتة تشغيلية يمكن من خلالها مقارنة أي نوع من أدوات أو أنشطة الحفاظ على الوقود. بدون قاعدة ثابتة، لا توجد طريقة لتحديد ما إذا كانت استراتيجيات الحفظ تعمل بالفعل أم لا.
تسمح (MFM) لمالك الأسطول بتتبع الاستهلاك الفعلي للوقود وربط استهلاك الوقود بالعمل الذي تقوم به السفينة. وهو يدعم تحليل فعالية استراتيجيات التشغيل ويساعد على تطوير فهم أوضح لكيفية استخدام السفينة لوقودها.

## المجالات الوظيفية الرئيسية (MFM)
- الأداء التشغيلي.
- الإدارة الهندسية وإدارة الصيانة.
- الرقابة الإدارية.

### الأداء التشغيلي
يشمل الأداء التشغيلي تلك المجالات الوظيفية التي تؤثر على الأداء الفعلي للسفينة أو الأسطول. ويشمل مراقبة الوقود ومراقبة المخزون والمحاسبة وإدارة خنق المحرك.

#### مراقبة الوقود
لا توفر العديد من السفن البحرية طريقة للقبطان والطاقم لقياس ومراقبة استخدام الوقود أثناء الإبحار. قد يتضمن النظام الأمثل على السفينة القدرة على مراقبة معدلات حرق الوقود على الفور من غرفة القيادة. سيتم تضمين معدلات حرق كل محرك ومولد على حدى، بالإضافة إلى مستويات خزان الوقود. ستسمح هذه المراقبة الاستباقية للطاقم باتخاذ قرارات تؤثر بشكل إيجابي على معدلات حرق الوقود وكفاءته.

#### مراقبة المخزون
تحتاج خزانات الوقود إلى تركيب أجهزة استشعار تراقب المستويات باستمرار حين يتم تعبئة الوقود على السفينة وحرقه بواسطة المحركات والمولدات. إن قياس مستويات الخزان بشكل دوري باستخدام الأساليب اليدوية التقليدية ليس دقيقاً بما فيه الكفاية أو في الوقت المناسب، نظراً لحجم الوقود الذي يمكن للمحرك البحري أن يستهلكه. يجب تثبيت عدادات أو مقاييس التدفق على خطوط النقل حين يتم أخذ الوقود على السفينة أو تفريغه.

#### المحاسبة
في بعض أجزاء من العالم، تعد سرقة الوقود مصدر قلق مستمر. وبالتالي، فإن القياس الدقيق للوقود الذي يتم توريده إلى السفينة إلى جانب الوقود الذي تستهلكه المحركات والمولدات، هو جزء مهم من (MFM) يجب تركيب عدادات التدفق في جميع خطوط نقل الوقود حتى يمكن الحصول على بيانات دقيقة للتزود بالوقود. يمكن بعد ذلك مقارنة هذه البيانات مع معدلات الحرق لتحديد ما إذا كان الوقود يتم تهريبه من السفينة بشكل سري.
بالإضافة إلى سرقة الوقود، تتطلب العديد من السلطات القضائية الحكومية تسجيل جميع حوادث انسكاب (حدوث تلوث) الوقود وإبلاغ السلطات المحلية بها. على سبيل المثال، لدى الإدارة البحرية في حكومة هونغ كونغ مبادئ توجيهية محددة للاستجابة لانسكابات الوقود البحري العرضية  والتي تعكس المتطلبات الدولية على النحو الذي أصدرته  اتفاقية ماربول، الاتفاقية الدولية لمنع التلوث من السفن.
بالإضافة إلى ذلك، يوفر حساب استخدام الوقود في نقاط مختلفة على طول الرحلة القدرة على ربط حرق الوقود والتكاليف المرتبطة به بمعدلات الشحن أو الحاويات. على سبيل المثال، إن فهم كيفية حرق السفينة للوقود في أجزاء معينة من الرحلة، يسمح بالمزايدة الأكثر دقة لمعدلات الحاويات بحيث تبقى هوامش الربح سليمة. وبالتالي، فإن معدلات الشحن المتغيرة بناءً على معدلات استخدام الوقود الموثقة يمكن أن تسمح للشاحن بالمزايدة بقوة أكبر.
سيساعد نظام إدارة الوقود البحري الحديث في مراقبة استخدام الوقود، وأحداث نقل الوقود، ويمكن تكوينه لإصدار إنذار مسموع عند إعادة تعبئة خزانات الوقود التي قد تؤدي إلى الانسكاب.

#### إدارة الخنق
مشغلي السفن لديهم سيطرة شبه كاملة على استهلاك الوقود من خلال الطريقة التي يعمل بها المحرك. يمكن أن تؤثر صحة نظام الهواء والتيار وحالة الهيكل والحمل والدفع على حرق الوقود بشكل إيجابي أو سلبي. يختار بعض المشغلين خفض سرعة المحرك، وبالتالي سرعة السفينة، في محاولة لتوفير الوقود. ومع ذلك فإن عدد دورات المحرك في الدقيقة وسرعة السفينة وحدها لا تشير إلى إجمالي استهلاك الوقود، لذا فإن خفض سرعة المحرك بشكل تعسفي لا يضمن توفير الوقود. يجب على المرء القيام بحسابات تدفق العمل حول كيفية عمل نظام الدفع في ظل الظروف المتغيرة الحالية ثم ربط ذلك باستهلاك الوقود. ببساطة، إن تخفيض عدد دورات المحرك في الدقيقة لا يضمن إعدادًا اقتصاديا للسرعة وفقًا للظروف. تم تصميم بعض أنظمة إدارة الوقود الحديثة لإجراء هذه الحسابات أثناء التنفيذ وتقديم توصيات إلى ربان السفينة.

### إدارة الهندسة والصيانة
كما هو الحال مع أي أصل رأسمالي، عادة ما يوفر المصنعون ممارسات وإجراءات الصيانة القياسية اللازمة للحفاظ على عمل الأصول بشكل صحيح وضمن مواصفات التصميم. في كثير من الحالات، تستند إجراءات الصيانة المجدولة إلى تعليمات المختبر أو التصميم ولا تمثل بالضرورة المستوى الأمثل. تدعم(MFM) الصيانة المناسبة للمحركات والمولدات البحرية باستخدام الوقود الفعلي المحروق أو ساعات التشغيل كأساس لأداء إجراءات الصيانة. يعكس برنامج الصيانة القائم على الحالة هذا بشكل أكثر دقة البيئة التشغيلية للمحرك، ولكن الأهم من ذلك أنه يقلل أو يلغي أعمال الصيانة غير الضرورية.

### الرقابة الإدارية
تتضمن وظائف الإدارة ضمن (MFM) ما يلي:
- تحليل أداء السفن وأداء الأسطول الكلي.
- تحليل الطاقم مع التركيز على تطبيق الدروس المستفادة كأفضل ممارسة ضمن الأسطول .
- مفتاح مؤشرات الأداء (KPI) تجميعها ضمن الأسطول لتشمل الوقود المحترق لكل ميل أو للطن الواحد. إعدادات الاختناق في نقاط مختلفة خلال الرحلة؛ عدد دورات المحرك في الدقيقة وتحليل غاز العادم؛ وأداء السفينة على ظروف الهيكل.
- إدارة الوقود من الشراء إلى النقل إلى الاستخدام.
- أداء وقود السفن المستأجرة  والتقُيد بالالتزامات التعاقدية.